# Poikilogyne velutina
Poikilogyne velutina är en tvåhjärtbladig växtart som beskrevs av J.F. Maxwell. Poikilogyne velutina ingår i släktet Poikilogyne och familjen Melastomataceae. Inga underarter finns listade i Catalogue of Life.